# Willy Steveniers
Willy Steveniers (ur. 12 grudnia 1938 w Antwerpii jako Jan Willem Steveniers) – belgijski koszykarz, pięciokrotny mistrz Belgii, trener koszykarski.
W trakcie swojej kariery zdobył ponad 10 000 punktów (11 870) w najwyższej klasie rozgrywkowej.
Po zakończeniu kariery odkrył Didiera Ilunga Mbenga, stając się jego prywatnym trenerem oraz agentem. Z biegiem lat pojawił się między nimi konflikt w kwestiach finansowych, który znalazł swój finał w sądzie.

## Osiągnięcia
Drużynowe
- 3. miejsce w Pucharze Koracia (1972)
- 4. miejsce w Pucharze Europy Mistrzów Krajowych (1969)
- 5-krotny mistrz Belgii (1965, 1966, 1967, 1970, 1980)[3]
- Wicemistrz Belgii (1968)
- Brązowy medalista mistrzostw Belgii (1964)
- trzykrotny zdobywca Pucharu Belgii (1964, 1965, 1969)[3]
- czterokrotny Zawodnik Roku ligi belgijskiej (1965, 1966, 1967, 1970)[4]

Indywidualne
- MVP krajowy ligi belgijskiej (1965–1967, 1970)
- Zaliczony do grona 50 Najlepszych Zawodników w historii rozgrywek FIBA (1991)
- Uczestnik FIBA All-Star Game (1966)[5]

Inne
- Sportowa Figura Prowincji Antwerpia (2003)[6]